# 히말라야우는토끼
히말라야우는토끼 또는 히말라야피카(Ochotona himalayana)는 우는토끼과에 속하는 포유류의 일종이다. 티베트에서 발견되며, 네팔에도 서식하는 것으로 추정하고 있다. 국제 자연 보전 연맹은 로일우는토끼의 이명으로 간주하고 있다.